# ソウル峨山病院
ソウル峨山病院（ソウル アサンびょういん）は、大韓民国ソウル特別市松坡区にある大規模病院。現代グループ系の峨山福祉財団 (ko:아산사회복지재단) が設立。

## 施設
- 2,715病床（がん患者専用が770[1]）。
- 延べ面積 約8万5千坪
- 日本語が通じ日本人専用電話を設けている病院のひとつ[2]。